# Elezioni presidenziali a Cuba del 1928
Le elezioni presidenziali a Cuba del 1928 si tennero il 1º novembre e furono vinte dal Presidente in carica e unico candidato Gerardo Machado.